# Cultura de la cerámica negra y roja

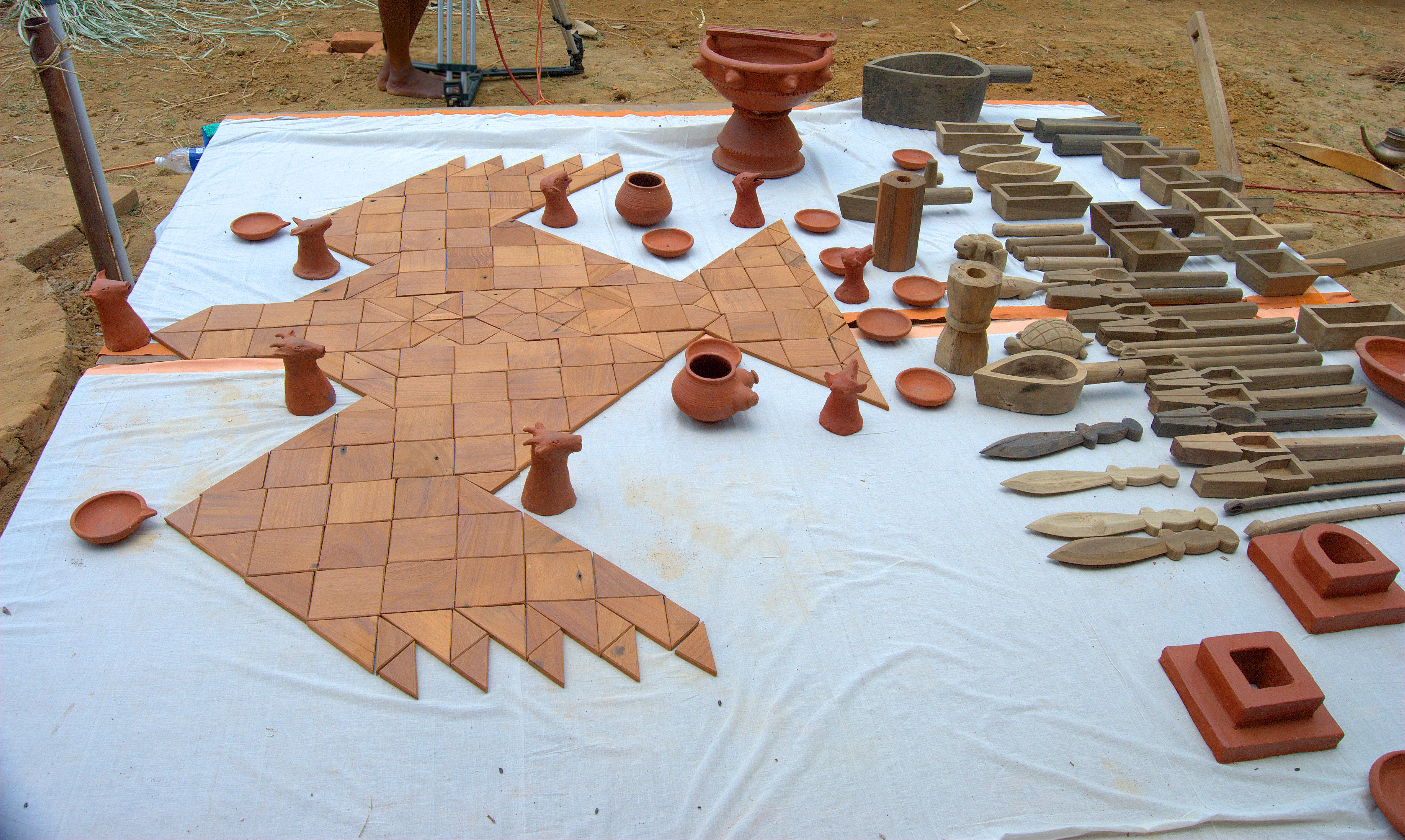
Réplica del altar y los utensilios utilizados durante Athirathram

La cultura de la cerámica negra y roja (en inglés: black and red ware culture, o BRW) es una cultura arqueológica de principios de la Edad del Hierro en el norte del subcontinente indio.
Se fecha en el XII a IX a. C., y está relacionado con la civilización védica (de muy baja tecnología) expresada en el poema épico-religioso Rig-veda (el texto más antiguo de la India, de mediados del II milenio a. C.).
En algunos sitios arqueológicos, la alfarería de la cultura negra y roja está relacionada con los fines de la alfarería de Jarapa (de la cultura del valle del Indo).
De acuerdo con algunos académicos, como Tribhuan N. Roy, esta cultura puede haber influenciado directamente a las culturas de la cerámica gris pintada y la cerámica negra pulida norteña.
Aparentemente esta alfarería negra y roja no existe al oeste del valle del Indo.
Alcanza desde la zona superior de la planicie gangética en el estado de Uttar Pradesh hasta el este de la cordillera Vindhya, y Bengala Occidental.
Las investigaciones y los hallazgos sugieren que la alfarería negra y roja floreció en Bengala hacia el 1500 a. C. y continuó evolucionando hasta ya pasada la era calcolítica hasta el periodo histórico alrededor del siglo III a. C.
El uso del hierro, aunque muy poco frecuente al principio, es relativamente temprano.
Es posterior (por solo dos o tres siglos) al comienzo de la Edad de Hierro en Anatolia (por los hititas), y es anterior (por dos o tres siglos) a la Edad de Hierro en Europa (comenzada por los celtas).
Recientes hallazgos en el norte de la India demuestran que se empezó a trabajar con hierro desde el 1800 a. C.
Según Jim Shaffer, la «naturaleza y contexto de los objetos de hierro relacionados con la cultura de la cerámica negra y roja son muy diferentes de los objetos de hierro encontrados en otros lugares del sur de Asia».
Esta cultura fue sucedida por la cultura de la cerámica gris pintada.